# Escut de Zàmbia
L'escut de Zàmbia fou adoptat arran de la independència, el 24 d'octubre de 1964 i adapta les armories del protectorat britànic de Rhodèsia del Nord, que daten del 1927.
Es tracta d'un escut de sable carregat de sis pals ondats d'argent, timbrat d'una aixada i un pic al natural passats en sautor sobremuntats d'una àguila reguardant d'or amb les ales esteses. Com a sostenidors, un zambià vestit de sinople a la destra i una zambiana vestida de gules a la sinistra, tots dos al natural, aguantats damunt una terrassa herbàcia de sinople carregada d'una exploració minera a la destra, una panotxa de blat de moro al centre i una zebra a la sinistra, tots al natural. A la base, una cinta amb el lema nacional en anglès: ONE ZAMBIA, ONE NATION ('Una Zàmbia, una nació').
Les armories de sable amb els pals ondats d'argent també foren incorporades a l'escut de la Federació de Rhodèsia i Niassalàndia (1953-1963).

Escut del protectorat de Rhodèsia del Nord
Escut de la Federació de Rhodèsia i Niassalàndia

## Significat
L'escut és una representació de les cascades Victòria, amb l'aigua blanca caient sobre la roca negra (el color negre també al·ludeix als pobles de l'Àfrica); les cascades són al riu Zambesi, del qual deriva el nom de Zàmbia. L'àguila simbolitza la conquesta de la llibertat i l'esperança en el futur de la nació. A l'escut s'hi representen els recursos naturals zambians: la mineria, l'agricultura i la fauna salvatge. Les dues figures de suport al·ludeixen al poble de Zàmbia. El lema nacional fa referència a la unió pacífica de les diverses tribus.